# Lamap (ville)
Pour les articles homonymes, voir Port-sandwich.
Lamap (autrefois Port-Sandwich) est une ville de la province du Malampa sur l'île de Malekula au Vanuatu. La ville est connue pour son aéroport nommé Lamap Aéroport ou Malekoula Aéroport.